# Elecciones al Parlamento Galés de 2021
Las elecciones al Parlamento Galés de 2021 tuvieron lugar el 6 de mayo de 2021. En dicha elección se eligieron sesenta miembros del Parlamento galés. Fue la sexta convocatoria desde que entrara en funcionamiento el Senedd (anteriormente, la Asamblea Nacional de Gales), tras la Ley de Gales de 1999. Las elecciones fueron ganadas por el Partido Laborista Galés.

## Resultados
| Partido | Partido                                     | Voto en circunscripciones | %      | +/-    | Escaños | +/- | Voto regional | %      | +/-    | Escaños | +/- | Escaños totales | +/- |
|         | Partido Laborista                           | 443.047                   | 39,85  | + 5,15 | 27      | =   | 401.770       | 36,17  | + 4,67 | 3       | + 1 | 30              | + 1 |
|         | Partido Conservador                         | 289.802                   | 26,07  | + 4,97 | 8       | + 2 | 278.560       | 25,08  | + 4,28 | 8       | + 3 | 16              | + 5 |
|         | Plaid Cymru                                 | 225.376                   | 20,27  | - 0,23 | 5       | - 1 | 230.161       | 20,72  | - 0,08 | 8       | + 2 | 13              | + 1 |
|         | Partido Liberal-Demócrata                   | 54.202                    | 4,88   | - 2,82 | 0       | - 1 | 48.217        | 4,34   | -2,16  | 1       | + 1 | 1               | 0   |
|         | Abolir la Asamblea Galesa                   | 18.149                    | 1,63   | + 1,63 | 0       | 0   | 41.399        | 3,73   | - 0,67 | 0       | 0   | 0               | 0   |
|         | Partido Verde                               | 17.817                    | 1,60   | - 1,4  | 0       | 0   | 48.714        | 4,39   | +1,39  | 0       | 0   | 0               | 0   |
|         | Reform UK                                   | 17.405                    | 1,57   | + 1,57 | 0       | 0   | 11.730        | 1,06   | - 1,06 | 0       | 0   | 0               | 0   |
|         | Propel                                      | 8.864                     | 0,80   | + 0,80 | 0       | 0   | 9.825         | 0,88   | - 0,88 | 0       | 0   | 0               | 0   |
|         | Glwad                                       | 2.829                     | 0,25   | + 0,25 | 0       | 0   | 6.776         | 0,61   | - 0,61 | 0       | 0   | 0               | 0   |
|         | Alianza de la Libertad                      | 3.148                     | 0,28   | + 0,28 | 0       | 0   | 3.638         | 0,33   | + 0,38 | 0       | 0   | 0               | 0   |
|         | Partido Comunista Británico                 | -                         | -      | -      | -       | -   | 2.837         | 0,26   | + 0,06 | 0       | 0   | 0               | 0   |
|         | No más confinamientos                       | 223                       | 0,02   | + 0,02 | 0       | 0   | 2.794         | 0,25   | + 0,25 | 0       | 0   | 0               | 0   |
|         | Coalición Sindicalista y Socialista         | -                         | -      | -      | -       | -   | 1.647         | 0,15   | - 0,05 | 0       | 0   | 0               | 0   |
|         | Partido Cristiano                           | -                         | -      | -      | -       | -   | 1.366         | 0,12   | + 0,02 | 0       | 0   | 0               | 0   |
|         | Partido de los Trabajadores de Gran Bretaña | -                         | -      | -      | -       | -   | 411           | 0,04   | + 0,04 | 0       | 0   | 0               | 0   |
|         | Llais Gwynedd                               | 1.136                     | 0,10   | + 0,10 | 0       | 0   | -             | -      | -      | -       | -   | 0               | 0   |
|         | Partido Socialista de Gran Bretaña          | 82                        | 0,01   | + 0,01 | 0       | 0   | -             | -      | -      | -       | -   | 0               | 0   |
|         | Independientes                              | 21.064                    | 1,89   | +1,8   | 0       | 0   | 3.709         | 0,33   | +0,23  | 0       | 0   | 0               | 0   |
| Total   | Total                                       | 1.111.730                 | 100,00 |        | 40      |     | 1.110.895     | 100,00 |        | 20      |     | 60              |     |